# Myrmica saposhnikovi
Myrmica saposhnikovi is een mierensoort uit de onderfamilie van de Myrmicinae. De wetenschappelijke naam van de soort is voor het eerst geldig gepubliceerd in 1904 door Ruzsky.